# Aleksandr Loginov
Aleksandr Loginov (ryska: Александр Викторович Логинов), född 31 januari 1992 i Saratov, är en rysk skidskytt som debuterade i världscupen den 28 februari 2013.
Hans bästa resultat i världscupen är två andraplatser säsongen 2013/2014 samt en tredjeplats säsongen innan.
Loginov deltog i olympiska vinterspelen 2014 med en 30:e plats som bäst i distansloppet.   
Loginov har varit avstängd i två år för doping, mellan november 2014 till november 2016. Alla hans resultat från datumet för det positiva dopingprovet år  2013 fram till avstängningen blev ogiltiga.